# 朱佐朝
朱佐朝（？—？），字良卿，吳縣（今江蘇蘇州）人，清代戲曲作家。

## 生平
生平不詳，相傳為朱翯之弟，一說與朱素臣為兄弟，與葉時章等友善。善於作曲，粗獷而少雕飾，著有傳奇三十種，現存傳奇十六種，代表作品有《漁家樂》、《太極奏》等。